# Equipe austríaca na Copa Davis
A equipe austríaca na Copa Davis representa a Áustria na Copa Davis, principal competição de tênis masculina por equipes do mundo. É administrada pela Austrian Tennis Federation.